# Sư hổ
Sư hổ (tên gọi bằng tiếng Việt không chính thức) (tiếng Anh: liger; danh pháp khoa học: Panthera leo × Panthera tigris) là con lai giữa sư tử (Panthera leo) đực với hổ (Panthera tigris) cái. Bố mẹ của sư hổ thuộc cùng chi nhưng khác loài. Sư hổ khác với hổ sư (bố hổ và mẹ sư tử). Sư hổ là loài lớn nhất thuộc họ Mèo.
Sư hổ thích bơi lội, đây là đặc tính của loài hổ, đồng thời sư hổ cũng có cuộc sống bầy đàn như sư tử. Sư hổ chỉ tồn tại trong điều kiện nuôi nhốt vì bố mẹ chúng không sống gần nhau trong tự nhiên. Trước đây, khi đàn sư tử châu Á sinh sôi nhiều, lãnh thổ của sư tử và hổ có sự chồng chéo, do đó có những con sư hổ được sinh ra trong điều kiện hoang dã. Đáng chú ý là những con sư hổ thường lớn hơn các loài bố mẹ của chúng, trong khi những con hổ sư lại có kích thước tương đương với hổ cái.
Hiện nay, loài động vật này đang bị đe dọa vì hổ và sư tử cũng đang dần ít đi, khiến liger cũng bị ảnh hưởng.

## Lịch sử
Sư hổ xuất hiện ít nhất từ đầu thế kỉ 1, ở Ấn Độ. Năm 1798, Étienne Geoffroy Saint-Hilaire (1772–1844) đã lai thành công giữa sư tử với hổ. Con sư hổ được biết đến gần đây nhất sinh ra cuối năm 2016 trong một gánh xiếc trình diễn dạo nước Nga. Zar, tên con sư hổ, có lông của một sư tử, nhưng trên mặt lại có rằn như một con hổ.

## Kích thước và sự phát triển
Sư hổ là loài lớn nhất thế giới thuộc họ Mèo. Những cải thiện về gen có thể là yếu tố tạo nên kích thước khổng lồ của loài này. Những gen này có thể có hoặc không thể hiện trên cha mẹ nhưng lại đóng vai trò quyết định đến sự phát triển của con lai. Ví dụ, trên một số loài chó lai, những gen này giúp chúng lớn nhanh hơn loài bố mẹ. Sự sinh trưởng như vậy không thể hiện trên giống chó bố mẹ vì những gen này thường bị "mất tác dụng" do những gen được di truyền từ con cái của giống đó.
Một số loài lai trong họ Mèo cũng có thể đạt kích thước tương tự như sư hổ: sư hổ sư (litigon) là con lai hiếm giữa sư tử đực với hổ sư cái, một con sư hổ sư cái tên là Cubanacan (ở Vườn thú Alipore thuộc Ấn Độ) đạt 363 kg (800 lb). Do sự hiếm hoi của những con lai thế hệ thứ hai này nên khó mà xác định được kích thước trung bình của sư hổ sư là lớn hơn hay nhỏ hơn sư hổ.
Do các vấn đề liên quan đến nội tiết tố, sư hổ khó mà phát triển đến cuối đời. Chúng mất nhiều thời gian để đạt đến kích thước trưởng thành đầy đủ. Sự tăng trưởng tiếp tục về chiều cao vai và chiều dài cơ thể là chưa được ghi nhận với sư hổ trên 6 năm tuổi. Sư hổ đực có thể đạt mức testosteron trung bình tương tự như sư tử đực trưởng thành, dù không có tinh trùng theo định luật H-W. Ngoài ra, sư hổ cái cũng có kích thước khá lớn, cân nặng khoảng 320 kg (705 lb) và chiều dài trung bình là 3,05 m (10 ft). Ngược lại, pumapard là con lai giữa hai loài: báo sư tử (Puma concolor) và báo hoa mai (Panthera pardus) lại bị còi cọc.

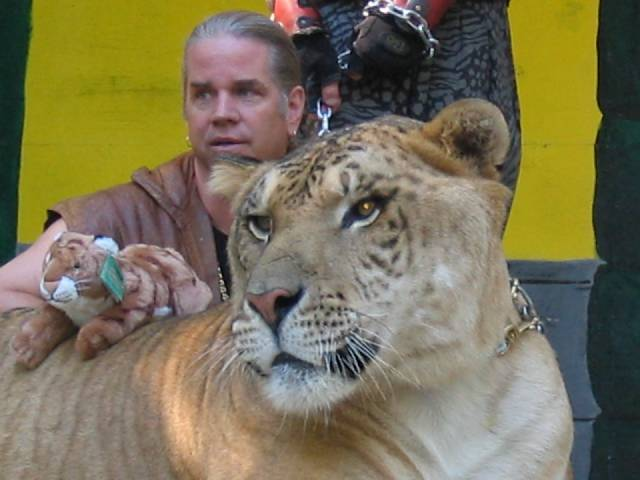
Con sư hổ tên là Hercules và huấn luyện viên Bhagavan Antle

## Tuổi thọ
Shasta, một con sư hổ cái sinh tại Vườn thú Hogle ở thành phố Salt Lake ngày 14 tháng 5 năm 1948 và chết năm 1972 ở tuổi 24. Năm 1973, Guinness đã ghi lại kỉ lục về con sư hổ đực 798 kg (1.759 lb) ở Vườn thú Bloemfontein, Nam Phi năm 1888. 

## Khả năng sinh sản
Khả năng sinh sản của những con lai giống cái thuộc họ Mèo là khá tốt. Điều này tuân theo định luật Haldane: khi lai động vật mà giới tính được xác định bằng nhiễm sắc thể giới tính, nếu một giới vắng mặt, hiếm hoặc vô sinh thì đó là giới tính dị biệt (giới có hai nhiễm sắc thể giới tính khác nhau, ví dụ nhiễm sắc thể X và Y).
Năm 1943, một con lai 15 tuổi giữa sư tử và hổ đã giao phối thành công với một con sư tử ở Vườn thú Munich Hellabrunn. Con lai cái sinh ra, dù có vấn đề về sức khỏe nhưng cũng đã sống đến tuổi trưởng thành.

## Màu sắc

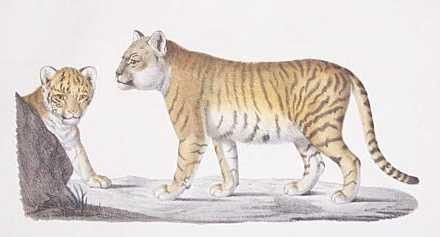
Màu lông của sư hổ

Sư hổ có những sọc vằn giống như hổ trên nền lông màu hung như sư tử. Những đặc điểm khác của bố mẹ có thể xuất hiện trên sư hổ nhưng một số đặc điểm đó bị mờ nhạt khi sư hổ trưởng thành.
Sư tử lai với hổ cái bạch tạng cũng sinh ra sư hổ bạch tạng. Về mặt lý thuyết, những con sư tử bạch tạng có thể lai với hổ bạch tạng và sinh ra sư hổ bạch tạng, thậm chí không có sọc vằn. Chưa thấy sư hổ màu đen.

## Chính sách vườn thú
Giữ hai loài riêng biệt luôn luôn là quy trình tiêu chuẩn. Sự xuất hiện của sư hổ thường do sự cố trong quá trình nuôi nhốt.